# Xuân Lập, Lâm Bình
Xuân Lập là một xã thuộc huyện Lâm Bình, tỉnh Tuyên Quang, Việt Nam.

## Địa lý
Xã Xuân Lập nằm ở phía tây huyện Lâm Bình, có vị trí địa lý:
- Phía đông giáp xã Phúc Yên và thị trấn Lăng Can
- Phía tây giáp tỉnh Hà Giang
- Phía nam giáp thị trấn Lăng Can và xã Bình An
- Phía bắc giáp xã Phúc Yên và tỉnh Hà Giang.

Xã có diện tích 75,57 km², dân số năm 2011 là 1.909 người, mật độ dân số đạt 25 người/km².

## Hành chính
Xã Xuân Lập được chia thành các thôn xóm: Lũng Giềng, Nà Co, Nà Lòa, Khuổi Trang, Khuổi Củng.

## Lịch sử
Trước đây, xã Xuân Lập thuộc huyện Na Hang, được thành lập vào ngày 13 tháng 2 năm 1987 trên cơ sở tách 7.820 ha diện tích tự nhiên và 1.236 người của xã Lăng Can.
Ngày 28 tháng 1 năm 2011, Chính phủ ban hành Nghị quyết số 07/NQ-CP. Theo đó, chuyển toàn bộ 7.557,12 ha diện tích tự nhiên và 1.909 người của xã Xuân Lập về huyện Lâm Bình mới thành lập.